# MY-5445
MY-5445是一种含氮有机氯化合物，分子式C
20H
14ClN
3，可作为第五型磷酸二酯酶抑制劑（PDE5抑制剂）。